# Clásico Mundial de Béisbol 2013
El Clásico Mundial de Béisbol 2013 fue la tercera edición de la mayor competencia de selecciones a nivel mundial. Para esta ocasión se disputó una ronda de clasificación, por lo que el número de equipos involucrados en el torneo era de veintiocho.
Participaron dieciséis selecciones nacionales en la competencia, y cuatro países alojaron los partidos del evento cuya ronda final se llevó a cabo en los Estados Unidos. En el torneo debutaron las selecciones nacionales de España y Brasil (no retornaron las selecciones nacionales de Sudáfrica y Panamá). El certamen fue ganado por la selección de República Dominicana de forma invicta y por primera vez en la historia del evento, en una final inédita entre países caribeños ante Puerto Rico. Esta victoria marco a la República Dominicana como único país latinoamericano en ganar un título mundial.

## Ronda de clasificación
La ronda de clasificación para el Clásico Mundial se desarrolló en el  segundo semestre del año 2012. La organización convocó a dieciséis equipos, encabezados por cuatro selecciones que participaron en el Clásico Mundial de 2009, pero que no ganaron ningún encuentro en dicho certamen, mientras que los otros doce tomaron parte por primera vez en el evento.
Los equipos fueron repartidos en cuatro grupos distribuidos en igual número de sedes, las cuales eran: Ratisbona (Alemania), Jupiter (Florida, Estados Unidos), Taipéi (República de China), y Panamá (Panamá). El sistema de competencia era a doble eliminación y clasificó el ganador de la final de cada grupo.
A continuación cada uno de los grupos encabezados por aquellos que participaron en la edición de 2009 (en cursiva los debutantes):
| Grupo 1 del 19 al 23 de septiembre Roger Dean Stadium Jupiter (Estados Unidos) | Grupo 2 del 20 al 24 de septiembre Armin-Wolf Baseball Arena Ratisbona (Alemania) | Grupo 3 del 15 al 19 de noviembre Estadio Nacional Rod Carew Panamá (Panamá) | Grupo 4 del 15 al 18 de noviembre Xinzhuang Stadium Taipéi (República de China) |
| ------------------------------------------------------------------------------ | --------------------------------------------------------------------------------- | ---------------------------------------------------------------------------- | ------------------------------------------------------------------------------- |
| España                                                                         | Alemania                                                                          | Brasil                                                                       | China Taipéi                                                                    |
| Francia                                                                        | Canadá                                                                            | Colombia                                                                     | Filipinas                                                                       |
| Israel                                                                         | Reino Unido                                                                       | Nicaragua                                                                    | Nueva Zelanda                                                                   |
| Sudáfrica                                                                      | República Checa                                                                   | Panamá                                                                       | Tailandia                                                                       |
| Ganador España                                                                 | Ganador Canadá                                                                    | Ganador Brasil                                                               | Ganador China Taipéi                                                            |

## Organización

### Sedes y equipos participantes

#### Primera ronda
| Grupo A Del 2 al 6 de marzo Fukuoka Dome Fukuoka (Japón) Capacidad: 36 300 | Grupo B Del 2 al 5 de marzo Intercontinental Baseball Stadium Taichung (República de China) Capacidad: 20 000 | Grupo C Del 7 al 10 de marzo Estadio Hiram Bithorn San Juan (Puerto Rico) Capacidad: 18 264 | Grupo D Del 7 al 10 de marzo Chase Field Phoenix (Estados Unidos) Capacidad: 48 569 |
| -------------------------------------------------------------------------- | --- | ------------------------------------------------------------------------------------------- | ----------------------------------------------------------------------------------- |
| Brasil                                                                     | Australia | España                                                                                      | Canadá                                                                              |
| China                                                                      | China Taipéi                                                                                                  | Puerto Rico                                                                                 | Estados Unidos                                                                      |
| Cuba                                                                       | Corea del Sur                                                                                                 | Rep. Dominicana                                                                             | Italia                                                                              |
| Japón                                                                      | Países Bajos                                                                                                  | Venezuela                                                                                   | México                                                                              |

#### Segunda ronda
| Grupo 1 Del 7 al 10 de marzo Tokyo Dome Tokio (Japón) Capacidad: 55 000 | Grupo 2 Del 12 al 16 de marzo Marlins Park Miami (Estados Unidos) Capacidad: 37 442 |
| ----------------------------------------------------------------------- | ----------------------------------------------------------------------------------- |
| China Taipéi                                                            | Estados Unidos                                                                      |
| Cuba                                                                    | Italia                                                                              |
| Japón                                                                   | Puerto Rico                                                                         |
| Países Bajos                                                            | República Dominicana                                                                |

#### Ronda final
| Ronda final Del 17 al 19 de marzo AT&T Park San Francisco (Estados Unidos) Capacidad: 41 915 | Ronda final Del 17 al 19 de marzo AT&T Park San Francisco (Estados Unidos) Capacidad: 41 915 |
| -------------------------------------------------------------------------------------------- | -------------------------------------------------------------------------------------------- |
| Japón                                                                                        | Puerto Rico                                                                                  |
| Países Bajos                                                                                 | República Dominicana                                                                         |

### Reglas
Los dieciséis equipos participantes en el Clásico Mundial fueron divididos en cuatro grupos. En la primera ronda de competencia cada grupo jugó con el sistema de todos contra todos, y los dos equipos con el porcentaje más alto  clasificaron a la siguiente ronda. En caso de igualdad en la tabla de posiciones, los criterios de desempate para definir los clasificados y las respectivas posiciones, fueron los siguientes:
1. Entre dos equipos empatados el primer lugar con el mismo porcentaje: el ganador del grupo fue el equipo que obtuvo la victoria en el encuentro sostenido entre ambos en la primera ronda.
2. Entre tres equipos empatados el primer lugar con el mismo porcentaje: el ganador del grupo fue el que obtuvo el mejor resultado de la fórmula TQB (Team Quality Balance), que se obtenía del número de carreras anotadas, dividido entre las entradas jugadas a la ofensiva, menos el número de carreras permitidas, dividido entre las entradas jugadas a la defensiva (RS/IPO)-(RA/IPD)=TQB. Para calcular el TQB se tomaron en cuenta los resultados entre los equipos involucrados. Si persistía la igualdad entre los tres equipos, el ganador del grupo fue el que obtuvo el mejor resultado de la fórmula ER-TQB (Earned Runs Team's Quality Balance), que se obtenía de la suma del número de carreras limpias anotadas, dividido entre el número de entradas jugadas a la ofensiva, menos el número de las carreras limpias permitidas, dividido entre el número de entradas jugadas a la defensiva (ERS/IPO)-(ERA/IPD)=ER-TQB. En ambos casos, si se mantenía la igualdad entre dos equipos en el primer lugar, el ganador del grupo fue el que obtuvo la victoria en el encuentro sostenido entre ambas selecciones en la primera ronda.

Si persistía la igualdad entre los tres equipos, las posiciones fueron definidas por el porcentaje de bateo; si después de este criterio, se mantenía la igualdad entre dos equipos, el ganador fue el que obtuvo la victoria en el encuentro sostenido entre ambas selecciones en la primera ronda. Si  ninguno de los criterios anteriores era efectivo, y persistía la igualdad entre tres equipos, las posiciones y los clasificados se definirían por sorteo.
3.  Entre tres equipos empatados en el segundo lugar con el mismo porcentaje: se aplicaron los mismos criterios utilizados en el número anterior.
En la segunda ronda, los ocho equipos clasificados fueron divididos en dos grupos, que jugaron con el sistema de doble eliminación. Los dos equipos finalistas clasificaron a la ronda final.
En la ronda final, los cuatro equipos clasificados jugaron con el sistema de eliminación directa para definir el campeón del Clásico Mundial.

## Resultados

### Primera ronda
| Leyenda                                                     |
| ----------------------------------------------------------- |
| Avanza a la segunda ronda y clasifica a la edición de 2017. |
| Eliminado, pero clasifica a la edición de 2017.             |
| Eliminado, debe clasificarse para la edición de 2017.       |

#### Grupo A
| Grupo A |   | PCT | Desempate |   |
| ------- | - | --- | --------- | - |
| Cuba    | 3 | 0   | 1.000     | - |
| Japón   | 2 | 1   | .667      | - |
| China   | 1 | 2   | .333      | - |
| Brasil  | 0 | 3   | .000      | - |

| Fecha      | Visita | Resultado | Local  | Estadio              | Tiempo   | Box score                                                     |
| ---------- | ------ | --------- | ------ | -------------------- | -------- | ------------------------------------------------------------- |
| 2 de marzo | Japón  | 5 - 3     | Brasil | Estadio Fukuoka Dome | 3h 20m   | Box score Archivado el 5 de marzo de 2013 en Wayback Machine. |
| 3 de marzo | Cuba   | 5 - 2     | Brasil | Estadio Fukuoka Dome | 3 h 22 m | Box score Archivado el 6 de marzo de 2013 en Wayback Machine. |
| 3 de marzo | China  | 2 - 5     | Japón  | Estadio Fukuoka Dome | 2 h 57 m | Box score                                                     |
| 4 de marzo | China  | 0 - 12    | Cuba   | Estadio Fukuoka Dome | 2 h 38 m | Box score Archivado el 7 de marzo de 2013 en Wayback Machine. |
| 5 de marzo | Brasil | 2 - 5     | China  | Estadio Fukuoka Dome | 3 h 12 m | Box score Archivado el 8 de marzo de 2013 en Wayback Machine. |
| 6 de marzo | Japón  | 3 - 6     | Cuba   | Estadio Fukuoka Dome | 3 h 39 m | Box score Archivado el 9 de marzo de 2013 en Wayback Machine. |

#### Grupo B
| Grupo B       | G | P | PCT  | Desempate  |
| ------------- | - | - | ---- | ---------- |
| China Taipei  | 2 | 1 | .667 | TQB= .235  |
| Países Bajos  | 2 | 1 | .667 | TQB= .000  |
| Corea del Sur | 2 | 1 | .667 | TQB= -.235 |
| Australia     | 0 | 3 | .000 | -          |

| Fecha      | Visita        | Resultado | Local        | Estadio                            | Tiempo   | Box score                                                     |
| ---------- | ------------- | --------- | ------------ | ---------------------------------- | -------- | ------------------------------------------------------------- |
| 2 de marzo | Australia     | 1 - 4     | China Taipei | Estadio Intercontinental Taichung  | 2 h 53 m | Box score Archivado el 5 de marzo de 2013 en Wayback Machine. |
| 2 de marzo | Corea del Sur | 0 - 5     | Países Bajos | Estadio Intercontinental Taichung" | 3 h 24 m | Box score                                                     |
| 3 de marzo | Países Bajos  | 3 - 8     | China Taipei | Estadio Intercontinental Taichung  | 3 h 9 m  | Box score Archivado el 6 de marzo de 2013 en Wayback Machine. |
| 4 de marzo | Corea del Sur | 6 - 0     | Australia    | Estadio Intercontinental Taichung  | 3 h 31 m | Box score Archivado el 7 de marzo de 2013 en Wayback Machine. |
| 5 de marzo | Australia     | 1 - 4     | Países Bajos | Estadio Intercontinenta Taichung   | 2 h 50 m | Box score Archivado el 8 de marzo de 2013 en Wayback Machine. |
| 5 de marzo | Corea del Sur | 2 - 3     | China Taipei | Estadio Intercontinental Taichung  | 3 h 27 m | Box score                                                     |

#### Grupo C
| Grupo C         | G | P | PCT   | Desempate |
| --------------- | - | - | ----- | --------- |
| Rep. Dominicana | 3 | 0 | 1.000 | -         |
| Puerto Rico     | 2 | 1 | .666  | -         |
| Venezuela       | 1 | 2 | .333  | -         |
| España          | 0 | 3 | .000  | -         |

| Fecha       | Visita          | Resultado | Local           | Estadio               | Tiempo   | Box score                                                      |
| ----------- | --------------- | --------- | --------------- | --------------------- | -------- | -------------------------------------------------------------- |
| 7 de marzo  | Venezuela       | 3 - 9     | Rep. Dominicana | Estadio Hiram Bithorn | 3 h 55 m | Box score Archivado el 11 de marzo de 2013 en Wayback Machine. |
| 8 de marzo  | España          | 0 - 3     | Puerto Rico     | Estadio Hiram Bithorn | 3 h 5 m  | Box score                                                      |
| 9 de marzo  | Rep. Dominicana | 6 - 3     | España          | Estadio Hiram Bithorn | 3 h 47 m | Box score                                                      |
| 9 de marzo  | Puerto Rico     | 6 - 3     | Venezuela       | Estadio Hiram Bithorn | 3 h 35 m | Box score Archivado el 12 de marzo de 2013 en Wayback Machine. |
| 10 de marzo | España          | 6 - 11    | Venezuela       | Estadio Hiram Bithorn | 3 h 59 m | Box score                                                      |
| 10 de marzo | Rep. Dominicana | 4 - 2     | Puerto Rico     | Estadio Hiram Bithorn | 3 h 41 m | Box score                                                      |

#### Grupo D
| Grupo D | G | P | PCT  | Desempate |
| ------- | - | - | ---- | --------- |
| Usa     | 2 | 1 | .666 | 1-0       |
| Canadá  | 2 | 1 | .666 | 0-1       |
| Italia  | 1 | 2 | .333 | 1-0       |
| México  | 1 | 2 | .333 | 0-1       |

| Fecha       | Visita | Resultado           | Local    | Estadio                    | Tiempo   | Box score                                                      |
| ----------- | ------ | ------------------- | -------- | -------------------------- | -------- | -------------------------------------------------------------- |
| 7 de marzo  | Canadá | 6 - 5               | México   | Salt River Fields at T. S. | 3 h 41 m | Box score Archivado el 11 de marzo de 2013 en Wayback Machine. |
| 8 de marzo  | Italia | 4 - 14 (8 entradas) | Portugal | Salt River Fields at T. S. | 3 h 27 m | Box score Archivado el 11 de marzo de 2013 en Wayback Machine. |
| 8 de marzo  | México | 5 - 2               | USA      | Chase Field                | 3 h 29 m | Box score Archivado el 12 de marzo de 2013 en Wayback Machine. |
| 9 de marzo  | Italia | 10 - 3              | México   | Chase Field                | 3 h 44 m | Box score                                                      |
| 9 de marzo  | USA    | 6 - 2               | Italia   | Chase Field                | 3 h 21 m | Box score Archivado el 13 de marzo de 2013 en Wayback Machine. |
| 10 de marzo | USA    | 9 - 4               | Canadá   | Chase Field                | 3 h 18 m | Box score                                                      |

### Segunda ronda

#### Grupo 1
|  | Preliminares | Preliminares   | Preliminares |              |    | Semifinales   | Semifinales | Semifinales |  |    | Final | Final | Final | Final |  |
|  |              |                |              |              |    |               |             |             |  |    |       |       |       |       |  |
|  |              |                |              |              |    |               |             |             |  |    |       |       |       |       |  |
|  | -            | Japón (10 en.) | 4            |              |    |               |             |             |  |    |       |       |       |       |  |
|  | -            | Japón (10 en.) | 4            |              |    |               |             |             |  |    |       |       |       |       |  |
|  | -            | China Taipéi   | 3            |              |    |               |             |             |  |    |       |       |       |       |  |
|  | -            | China Taipéi   | 3            |              | G1 | Japón (7 en.) | 16          |             |  |    |       |       |       |       |  |
|  |              |                |              |              | G1 | Japón (7 en.) | 16          |             |  |    |       |       |       |       |  |
|  |              |                | G2           | Países Bajos | 4  |               |             |             |  |    |       |       |       |       |  |
|  | -            | Países Bajos   | G2           | Países Bajos | 4  | 6             |             |             |  |    |       |       |       |       |  |
|  | -            | Países Bajos   |              |              |    |               |             |             |  |    |       |       |       |       |  |
|  | -            | Cuba           | 2            |              |    |               |             |             |  |    |       |       |       |       |  |
|  | -            | Cuba           | 2            |              |    |               |             |             |  | G5 | Japón | 10    | 1°G1  |       |  |
|  |              |                |              |              |    |               |             |             |  | G5 | Japón | 10    | 1°G1  |       |  |
|  |              |                | G4           | Países Bajos | 6  | 2°G1          |             |             |  |    |       |       |       |       |  |
|  | P1           | China Taipéi   | G4           | Países Bajos | 6  | 2°G1          | 0           |             |  |    |       |       |       |       |  |
|  | P1           | China Taipéi   |              |              |    |               |             |             |  |    |       |       |       |       |  |
|  | P2           | Cuba (7 en.)   | 14           |              |    |               |             |             |  |    |       |       |       |       |  |
|  | P2           | Cuba (7 en.)   | 14           |              | G3 | Cuba          | 6           |             |  |    |       |       |       |       |  |
|  |              |                |              |              | G3 | Cuba          | 6           |             |  |    |       |       |       |       |  |
|  |              |                | P4           | Países Bajos | 7  |               |             |             |  |    |       |       |       |       |  |
|  |              |                | P4           | Países Bajos | 7  |               |             |             |  |    |       |       |       |       |  |
|  |              |                |              |              |    |               |             |             |  |    |       |       |       |       |  |
|  |              |                |              |              |    |               |             |             |  |    |       |       |       |       |  |
|  |              |                |              |              |    |               |             |             |  |    |       |       |       |       |  |
|  |              |                |              |              |    |               |             |             |  |    |       |       |       |       |  |

Preliminares
| Fecha      | Visita       | Resultado           | Local        | Estadio    | Tiempo   | Box score                                                      |
| ---------- | ------------ | ------------------- | ------------ | ---------- | -------- | -------------------------------------------------------------- |
| 8 de marzo | Japón        | 4 - 3 (10 entradas) | China Taipéi | Tokyo Dome | 4 h 37 m | Box score                                                      |
| 8 de marzo | Países Bajos | 6 - 2               | Cuba         | Tokyo Dome | 3 h 38 m | Box score Archivado el 11 de marzo de 2013 en Wayback Machine. |
| 9 de marzo | China Taipéi | 0 - 14 (7 entradas) | Cuba         | Tokyo Dome | 2 h 43 m | Box score Archivado el 12 de marzo de 2013 en Wayback Machine. |

Semifinales
| Fecha       | Visita       | Resultado           | Local        | Estadio    | Tiempo   | Box score                                                      |
| ----------- | ------------ | ------------------- | ------------ | ---------- | -------- | -------------------------------------------------------------- |
| 10 de marzo | Países Bajos | 4 - 16 (7 entradas) | Japón        | Tokyo Dome | 2 h 53 m | Box score Archivado el 13 de marzo de 2013 en Wayback Machine. |
| 11 de marzo | Cuba         | 6 - 7               | Países Bajos | Tokyo Dome | 3 h 52 m | Box score                                                      |

Final
| Fecha       | Visita       | Resultado | Local | Estadio    | Tiempo   | Box score                                                      |
| ----------- | ------------ | --------- | ----- | ---------- | -------- | -------------------------------------------------------------- |
| 12 de marzo | Países Bajos | 6 - 10    | Japón | Tokyo Dome | 3 h 30 m | Box score Archivado el 15 de marzo de 2013 en Wayback Machine. |

#### Grupo 2
|  | Preliminares | Preliminares   | Preliminares |                |    | Semifinales    | Semifinales | Semifinales |  |    | Final          | Final | Final | Final |  |
|  |              |                |              |                |    |                |             |             |  |    |                |       |       |       |  |
|  |              |                |              |                |    |                |             |             |  |    |                |       |       |       |  |
|  | -            | Italia         | 4            |                |    |                |             |             |  |    |                |       |       |       |  |
|  | -            | Italia         | 4            |                |    |                |             |             |  |    |                |       |       |       |  |
|  | -            | Rep.Dominicana | 5            |                |    |                |             |             |  |    |                |       |       |       |  |
|  | -            | Rep.Dominicana | 5            |                | G1 | Rep.Dominicana | 3           |             |  |    |                |       |       |       |  |
|  |              |                |              |                | G1 | Rep.Dominicana | 3           |             |  |    |                |       |       |       |  |
|  |              |                | G2           | Estados Unidos | 1  |                |             |             |  |    |                |       |       |       |  |
|  | -            | Puerto Rico    | G2           | Estados Unidos | 1  | 1              |             |             |  |    |                |       |       |       |  |
|  | -            | Puerto Rico    |              |                |    |                |             |             |  |    |                |       |       |       |  |
|  | -            | Estados Unidos | 7            |                |    |                |             |             |  |    |                |       |       |       |  |
|  | -            | Estados Unidos | 7            |                |    |                |             |             |  | G4 | Rep.Dominicana | 2     | 1°G2  |       |  |
|  |              |                |              |                |    |                |             |             |  | G4 | Rep.Dominicana | 2     | 1°G2  |       |  |
|  |              |                | G5           | Puerto Rico    | 0  | 2°G2           |             |             |  |    |                |       |       |       |  |
|  | P1           | Italia         | G5           | Puerto Rico    | 0  | 2°G2           | 3           |             |  |    |                |       |       |       |  |
|  | P1           | Italia         |              |                |    |                |             |             |  |    |                |       |       |       |  |
|  | P2           | Puerto Rico    | 4            |                |    |                |             |             |  |    |                |       |       |       |  |
|  | P2           | Puerto Rico    | 4            |                | G3 | Puerto Rico    | 4           |             |  |    |                |       |       |       |  |
|  |              |                |              |                | G3 | Puerto Rico    | 4           |             |  |    |                |       |       |       |  |
|  |              |                | P4           | Japón          | 3  |                |             |             |  |    |                |       |       |       |  |
|  |              |                | P4           | Japón          | 3  |                |             |             |  |    |                |       |       |       |  |
|  |              |                |              |                |    |                |             |             |  |    |                |       |       |       |  |
|  |              |                |              |                |    |                |             |             |  |    |                |       |       |       |  |
|  |              |                |              |                |    |                |             |             |  |    |                |       |       |       |  |
|  |              |                |              |                |    |                |             |             |  |    |                |       |       |       |  |

Preliminares
| Fecha       | Visita      | Resultado | Local           | Estadio      | Tiempo   | Box score                                                      |
| ----------- | ----------- | --------- | --------------- | ------------ | -------- | -------------------------------------------------------------- |
| 12 de marzo | Italia      | 4 - 5     | Rep. Dominicana | Marlins Park | 3 h 17 m | Box score                                                      |
| 12 de marzo | Puerto Rico | 1 - 7     | Estados Unidos  | Marlins Park | 3 h 22 m | Box score Archivado el 16 de marzo de 2013 en Wayback Machine. |
| 13 de marzo | Italia      | 3 - 4     | Puerto Rico     | Marlins Park | 3 h 46 m | Box score                                                      |

Semifinales
| Fecha       | Visita          | Resultado | Local          | Estadio      | Tiempo   | Box score                                                      |
| ----------- | --------------- | --------- | -------------- | ------------ | -------- | -------------------------------------------------------------- |
| 14 de marzo | Rep. Dominicana | 3 - 1     | Estados Unidos | Marlins Park | 3 h 17 m | Box score Archivado el 18 de marzo de 2013 en Wayback Machine. |
| 15 de marzo | Puerto Rico     | 4 - 3     | Japón          | Marlins Park | 3 h 24 m | Box score Archivado el 19 de marzo de 2013 en Wayback Machine. |

Final
| Fecha       | Visita      | Resultado | Local           | Estadio      | Tiempo   | Box score |
| ----------- | ----------- | --------- | --------------- | ------------ | -------- | --------- |
| 16 de marzo | Puerto Rico | 0 - 2     | Rep. Dominicana | Marlins Park | 2 h 58 m | Box score |

## Ronda final
|  | Semifinales | Semifinales          | Semifinales          |                      |             | Final       | Final | Final |  |
|  |             |                      |                      |                      |             |             |       |       |  |
|  |             |                      |                      |                      |             |             |       |       |  |
|  | 1           | Puerto Rico          | 3                    |                      |             |             |       |       |  |
|  | 1           | Puerto Rico          | 3                    |                      |             |             |       |       |  |
|  | 4           | Japón                | 1                    |                      |             |             |       |       |  |
|  | 4           | Japón                | 1                    |                      | Puerto Rico | Puerto Rico | 0     |       |  |
|  |             |                      |                      |                      | Puerto Rico | Puerto Rico | 0     |       |  |
|  |             |                      | República Dominicana | República Dominicana | 3           |             |       |       |  |
|  | 3           | Países Bajos         | República Dominicana | República Dominicana | 3           | 1           |       |       |  |
|  | 3           | Países Bajos         |                      |                      |             | 1           |       |       |  |
|  | 2           | República Dominicana | 4                    |                      |             |             |       |       |  |
|  | 2           | República Dominicana | 4                    |                      |             |             |       |       |  |
|  |             |                      |                      |                      |             |             |       |       |  |

### Semifinales
| Equipo      | 1 | 2 | 3 | 4 | 5 | 6 | 7 | 8 | 9 | C | H | E |
| ----------- | - | - | - | - | - | - | - | - | - | - | - | - |
| Puerto Rico | 1 | 0 | 0 | 0 | 0 | 0 | 2 | 0 | 0 | 3 | 9 | 0 |
| Japón       | 0 | 0 | 0 | 0 | 0 | 0 | 0 | 1 | 0 | 1 | 6 | 1 |

LG: Mario Santiago (1-0)  LP: Kenta Maeda (0-1)  SV: Fernando Cabrera (1)  
HRs:  PUR – Alex Ríos (1)

Umpires:  HP: Bill Miller. 1B: Edgar Estivision. 2B: Wally Bell. 3B: Trevor Grieve. LF: Ted Barrett. RF: Paul Hyham.   

Asistencia: 33 683 espectadores.

Duración: 3 h 27 m 

| Equipo               | 1 | 2 | 3 | 4 | 5 | 6 | 7 | 8 | 9 | C | H | E |
| -------------------- | - | - | - | - | - | - | - | - | - | - | - | - |
| Países Bajos         | 1 | 0 | 0 | 0 | 0 | 0 | 0 | 0 | 0 | 1 | 4 | 1 |
| República Dominicana | 0 | 0 | 0 | 0 | 4 | 0 | 0 | 0 | X | 4 | 9 | 0 |

LG: Edinson Vólquez (1-0)  LP: Diegomar Markwell (0-1)  SV: Fernando Rodney (1)  

Umpires:  HP: Wally Bell. 1B: Trevor Grieve. 2B: Ted Barrett. 3B: Paul Hyham. LF: Bill Miller. RF: Edgar Estivision. 

Asistencia: 27 527 espectadores.

Duración: 3 h 9 m

### Final
| Equipo               | 1 | 2 | 3 | 4 | 5 | 6 | 7 | 8 | 9 | C | H | E |
| -------------------- | - | - | - | - | - | - | - | - | - | - | - | - |
| Puerto Rico          | 0 | 0 | 0 | 0 | 0 | 0 | 0 | 0 | 0 | 0 | 3 | 0 |
| República Dominicana | 2 | 0 | 0 | 0 | 1 | 0 | 0 | 0 | X | 3 | 8 | 1 |

LG: Samuel Deduno (1-0)  LP: Giancarlo Alvarado (0-1)  SV: Fernando Rodney (1)  

Umpires: HP: Ted Barrett. 1B: Paul Hyham. 2B: Bill Miller. 3B: Edgar Estivision. LF: Wally Bell. RF: Trevor Grieve.

Asistencia: 35 703 espectadores.

Duración: 3 h 6 m 

| Bandera de la República Dominicana |
| Campeón República Dominicana       |
| Primer título                      |

## Líderes individuales

### Bateadores
| Categoría           | Jugador                             | Equipo               | Marca |
| ------------------- | ----------------------------------- | -------------------- | ----- |
| Porcentaje de bateo | Michael Saunders                    | Canadá               | .727  |
| Cuadrangulares      | José Dariel Abreu Alfredo Despaigne | Cuba                 | 3     |
| Carreras impulsadas | David Wright                        | Estados Unidos       | 10    |
| Hits                | Robinson Canó                       | República Dominicana | 15    |
| Robos de base       | Randolph Oduber                     | Países Bajos         | 3     |
| Carreras anotadas   | Andrelton Simmons                   | Países Bajos         | 10    |

### Lanzadores
| Categoría         | Jugador         | Equipo               | Marca |
| ----------------- | --------------- | -------------------- | ----- |
| Victorias         | Pedro Strop     | República Dominicana | 3     |
| Juegos salvados   | Fernando Rodney | República Dominicana | 7     |
| Entradas lanzadas | Kenta Maeda     | Japón                | 15.0  |
| Ponches           | Kenta Maeda     | Japón                | 18    |

Fuente: Base de datos de World Baseball Classic

## Reconocimientos

### Jugador más valioso
| Posición | Jugador       | Equipo               | Estadísticas                                       |
| -------- | ------------- | -------------------- | -------------------------------------------------- |
| 2B       | Robinson Canó | República Dominicana | J: 8; AB: 32; H: 15; C: 2; CI: 6; BR: 0; PCT: .469 |

J: Juegos; AB: Turnos al bate;  H: Hits; C: Cuadrangulares; CI: Carreras impulsadas; BR: Bases robadas; PCT: Porcentaje de bateo.

### Equipo estelar
El equipo estelar del Clásico Mundial de Béisbol 2013 fue elegido a través de una votación conjunta entre aficionados y periodistas, tanto de medios escritos como de televisión.
| Posición | Jugador           |
| -------- | ----------------- |
| R        | Yadier Molina     |
| 1B       | Edwin Encarnación |
| 2B       | Robinson Canó     |
| 3B       | David Wright      |
| PC       | José Reyes        |
| J        | Ángel Pagán       |
| J        | Nelson Cruz       |
| J        | Michael Saunders  |
| BD       | Hirokazu Hibata   |
| L        | Kenta Maeda       |
| L        | Nelson Figueroa   |
| L        | Fernando Rodney   |

R: Receptor; 1B: Primera base; 2B: Segunda base; 3B: Tercera base; PC: Parador en corto; J: Jardineros; BD: Bateador designado; L: Lanzadores. 